# Basra (provins)

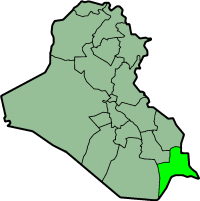
Provinsen Basras läge i Irak.

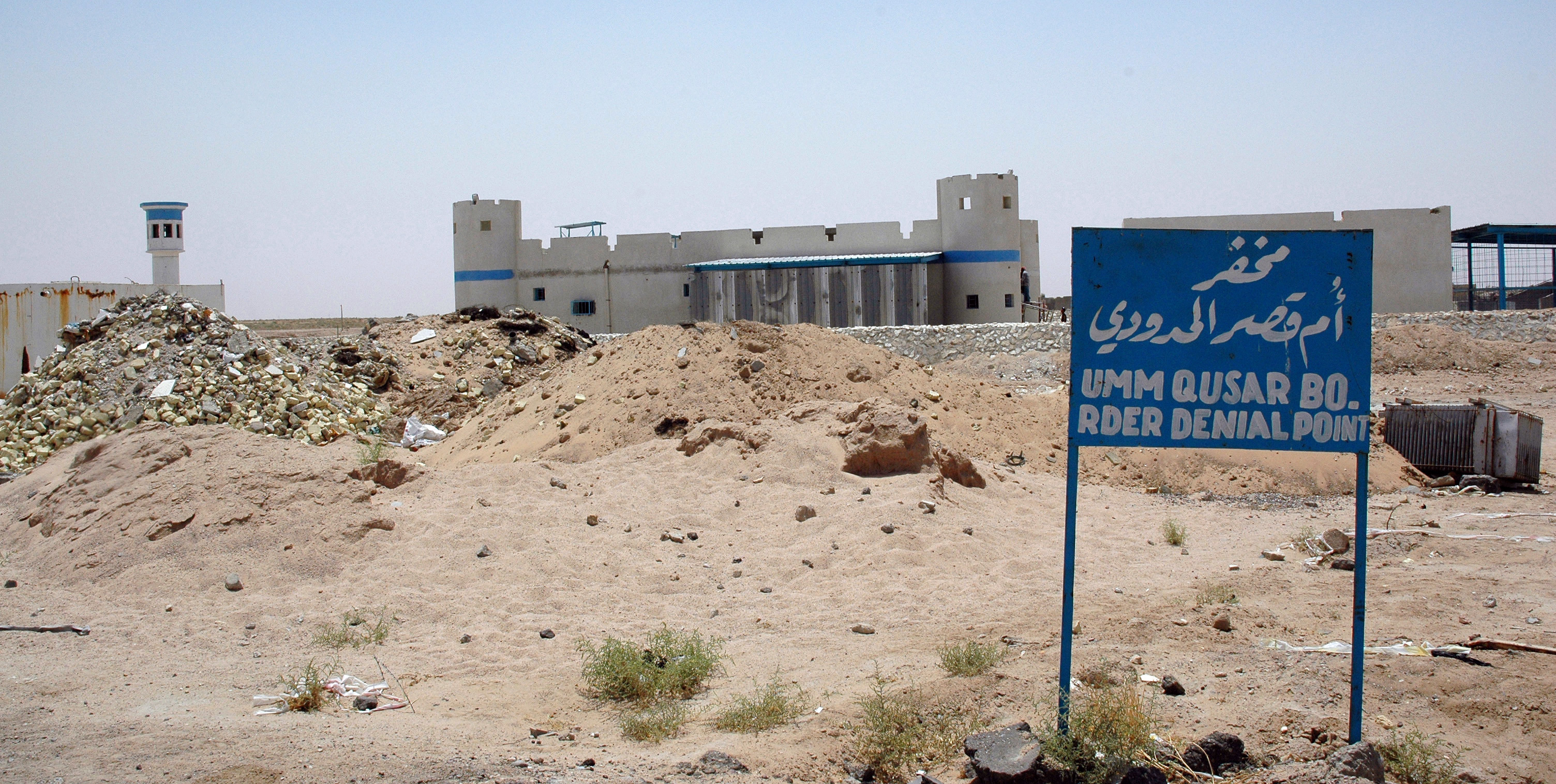
Gränsen mellan Irak och Kuwait, vid Umm Qasr, 2005.

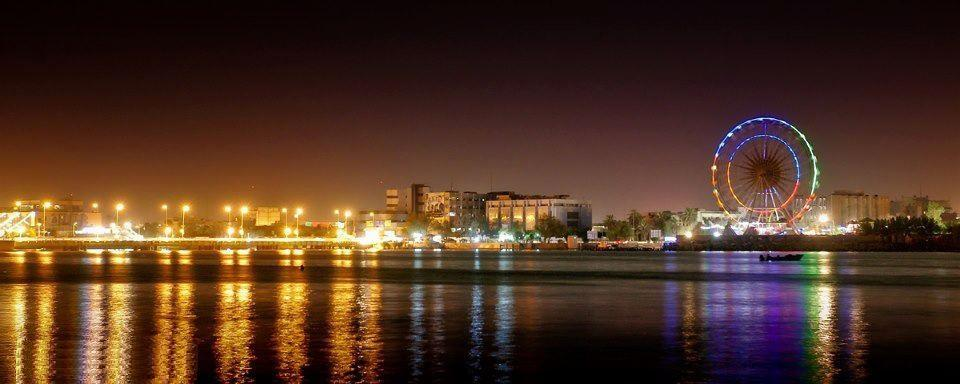
Nattlig vy över staden Umm Qasr, 2012.

Basra (arabiska: البصرة, al-Baṣrah) är en provins i sydöstra Irak, med gräns mot Iran i öster, Kuwait i söder, samt en ytterst kort gränssträcka mot Saudiarabien vid provinsens sydvästra spets. Provinsen har även kust mot Persiska viken i sydost. Den administrativa huvudorten är staden Basra. Provinsen hade 2 405 434 invånare 2009, på en yta av 19 070 km².

## Administrativ indelning
Provinsen är indelad i sju distrikt: Abu al-Khaseeb, Basra, al-Faw, al-Midaina, al-Qurna, Shatt al-Arab och al-Zubayr.